# Titaea
Titaea — род чешуекрылых из семейства павлиноглазок и подсемейства Arsenurinae.

## Систематика
В состав рода входят:
- Titaea lemoulti (Schaus, 1905) — Эквадор
- Titaea orsinome Hübner, 1823 — Бразилия
- Titaea tamerlan (Maassen, 1869) — Колумбия, Мексика, от Гайаны до Бразилии (2 подвида)
- Titaea timur (Fassl, 1915) — Эквадор